# Via Francesco Cilea
Via Francesco Cilea è una delle arterie principali del quartiere Vomero, a Napoli. 
Nata alla fine degli anni quaranta del Novecento come prolungamento di via Alessandro Scarlatti, ma prevista già nel piano urbanistico precedente la seconda guerra mondiale, fu progettata come principale asse di collegamento tra il Vomero e i quartieri circostanti (Posillipo, Fuorigrotta, Soccavo, Chiaia). Corre parallela all'antica via del Vomero (oggi via Belvedere), con la quale alla fine converge. Per superare il fortissimo dislivello tra via Scarlatti e via Cilea, si rese necessaria la costruzione di un ponte e di una breve rampa, il che comportò l'abbattimento di Villa Doria e Villa De Marinis. 
Alla fine della strada, all'incrocio di largo Martuscelli (denominato così perché si apre dinanzi al parco di Villa Ricciardi, che ospita l'Istituto per Ciechi "Domenico Martuscelli"), l'antica via del Vomero risulta divisa in due parti, di cui la parte maggiore è la parallela e la parte minore (corso Europa) conduce a piazza Santo Stefano, confine del quartiere Vomero, da cui si snodano le strade verso gli altri quartieri; da largo Martuscelli si snoda anche via San Domenico (antico sentiero, asfaltato solo negli anni sessanta, per secoli chiamato semplicemente "strada che porta a Soccavo"), che dapprima era una strada senza uscita (proseguiva soltanto con un tratto sterrato in aperta campagna), ma poi successivamente collegata al quartiere Soccavo all'inizio di via Epomeo, grazie anche alla contestuale realizzazione del raccordo con l'uscita Vomero della Tangenziale di Napoli, il cui casello in uscita ed entrata su via Cilea la aveva già resa a suo tempo importantissima per i collegamenti cittadini. Recentemente, inoltre, proprio all'altezza dell'ingresso della Tangenziale, su via Cilea è stata realizzata una semirotonda allo scopo di snellire il flusso del traffico e consentirne l'entrata da ambo i sensi di marcia.
A differenza di altre vie principali del Vomero, costruite nel periodo anteriore alla guerra e circondate da architetture umbertine o liberty, via Cilea si contraddistingue per un'architettura moderna tipica degli anni della speculazione, composta di palazzi tanto alti da sembrare spesso sproporzionati alla strada, la quale, correndo sul crinale della collina, appare in alcuni tratti come "sospesa nel vuoto", e questo perché le fondamenta e le strutture sottostanti dei fabbricati ivi realizzati - che sono praticamente "a vista" e costruite su terreni con fortissima pendenza - fanno sembrare gli stessi una sorta di enormi "palafitte". Le costruzioni selvagge e il notevole traffico veicolare hanno contribuito a rendere questa strada particolarmente fragile e soggetta a cedimenti. 
Via Cilea è stata definita la strada più rappresentativa della nuova urbanistica del Vomero: